# Station Rzeczyca
Station Rzeczyca is een spoorwegstation in de Poolse plaats Rzeczyca Ziemiańska.